# Canon AE-1

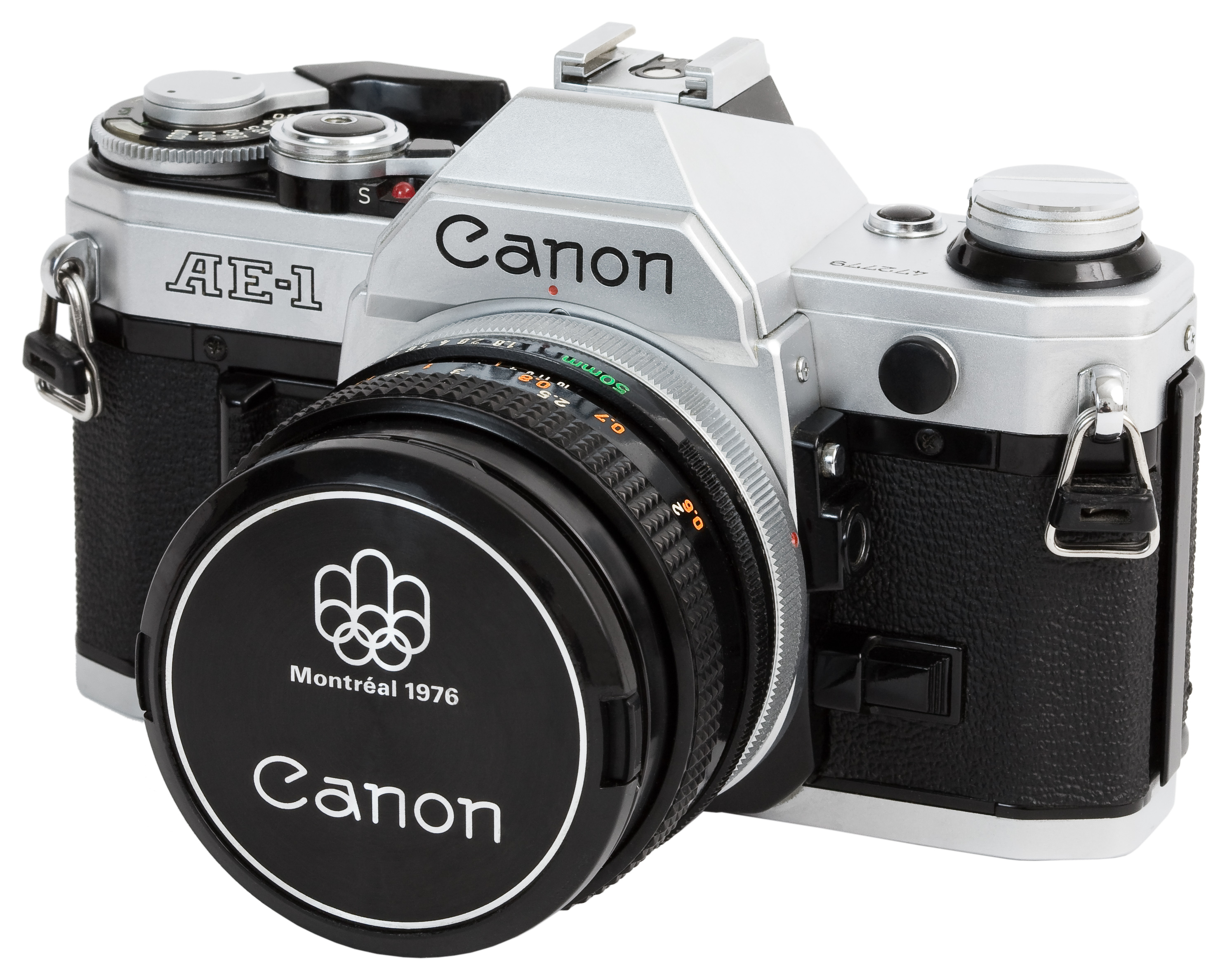
Canon AE-1

De Canon AE-1 is een spiegelreflexcamera voor 35mm-film met een verwisselbare lens.
De camera werd geproduceerd door Canon Camera K. K. (tegenwoordig Canon Inc.) in Japan van april 1976 tot 1984. De camera gebruikte een elektronisch gecontroleerde, elektromagnetisch horizontale sluiter van een eerder, verouderd ontwerp (zelfs in die tijd), met een sluitertijd van 2 tot 1/1000 van een seconde plus Bulb en flitser-X-sync met 1/60 van een seconde. De body van de camera is 87 mm hoog, 141 mm breed en 48 mm diep en weegt 590 gram. De meeste exemplaren zijn zwart met een chroom-afwerking, maar sommige zijn volledig zwart.
De AE-1 is een historisch belangrijke SLR, zowel omdat de camera als eerste een microprocessor CVE aan boord had en door de verkoopcijfers. Door een grote reclamecampagne verkocht Canon vijf miljoen exemplaren van deze camera. Een ongekend succes op de markt van de spiegelreflexcamera's.